# Aéroport des Grandes-Bergeronnes
L'aéroport des Grandes-Bergeronnes, (code IATA : CTH3) est situé à 1 mille marin (1,852 km) au sud de la municipalité des Grandes-Bergeronnes, au Québec (Canada).